# Franca Stagi
Franca Stagi (* 26. August 1937 in Modena, Italien; † 11. Dezember 2008 ebenda) war eine italienische Industriedesignerin und Architektin.

## Leben und Werk
Stagi schloss 1962 ihr Studium am Polytechnikum Mailand ab und trat 1963 nach Erhalt ihrer Berufsqualifikation in die Architektenkammer von Bologna ein. Von 1963 bis 1983 führten sie mit Cesar Leonardi ein Architekturbüro in Modena, das für seine Glasfaserobjekte wie die Sitzmöbel Nastro und Dondolo bekannt war. Diese wurden in Zeitschriften und Designbüchern veröffentlicht und wurden in den ständigen Sammlungen führender Museen aufgenommen, wie im Museum of Modern Art in New York City, im Victoria and Albert Museum in London und im Vitra Design Museum in Weil am Rhein.
Von 1970 bis 1980 war Stagi mit Leonardi an vielen Projekten tätig, darunter die Schwimmzentren von Vignola und Mirandola, die Amendola-Parks in Modena und Pontesanto in Imola. Beide Architekten nahmen an öffentlichen Wettbewerben teil, wie dem für den Park des Widerstands in Modena und für den städtischen Friedhof von San Cataldo.
Obwohl ihre berufliche Zusammenarbeit mit Leonardi 1983 endete, teilte sie sich bis 1992 mit ihm dasselbe Studio. Sie verlegte dann ihr Studio, wo sie es bis 2008 weiter betrieb und sich hauptsächlich der Restaurierung und Wiederherstellung historischer Objekte und der Architektur urbaner Zentren widmete.
Zu ihren berühmtesten Projekten, die im historischen Zentrum von Modena durchgeführt wurden, gehörten die Restaurierung des Forum Boarium, sowie die Restaurierung der Kirche und des Kollegiums San Carlo, die Neugestaltung des Palazzo dei Musei (Modena), die Restaurierung des Stadttheaters und der Synagoge auf der Piazza Mazzini. Zu diesen Projekten zählten auch die Restaurierung des Dom zu Carpi, der Bau des Kindergartens und der Vorschule Sandra Forghieri in Modena.
Franca Stagi starb im Alter von 71 Jahren am 11. Dezember 2008 in Modena.
Stagis Familie schenkte das Archivio di Franca Stagi der Städtischen Kunstbibliothek Luigi Poletti in Modena, wo es 2011 inventarisiert wurde.

## Ausstellungen
Sie stellte ihre Möbel 1968–1969 auf den Internationalen Möbelausstellungen in Mailand und Köln und 1970 auf der Ausstellung Design for Living, Italian Style in London aus. Der Schaukelstuhl Dondolo wurde 1968 auf dem Salone del Mobile Italiano in Mailand vorgestellt. Er wurde 1970 in der Ausstellung Modern Chairs 1918–1970 der Whitechapel Gallery und 1983–1984 in der Ausstellung Design Since 1945 des Philadelphia Museum of Art gezeigt.

## Veröffentlichungen
- mit Cesare Leonardi: L’Architecture des Arbres. Publikation Fondation Cartier pour l'art contemporain. Paris, 2019, ISBN 978-2-86925-152-6.